# Court Tomb von Farragans

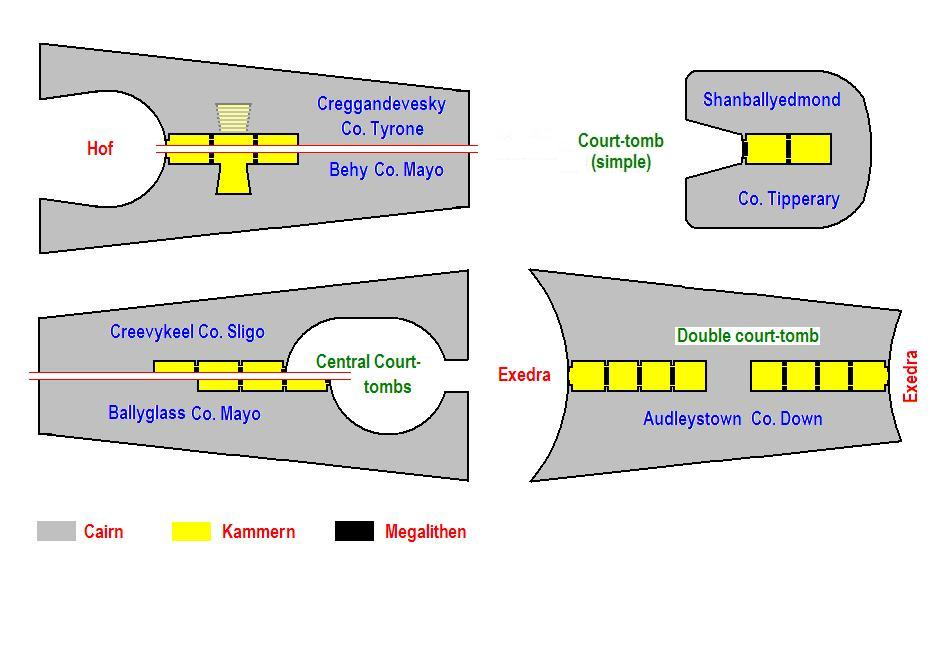
Formen von Court Tombs

Das Court Tomb von Farragans liegt im Townland Farragans (irisch Na Fargáin) (es gibt ein weiteres dieses Namens im County) auf einer Landzunge zwischen der Gweebarra Bay im Westen und der Mündung des Gweebarra River im Süden,  bei Lettermacaward an der Westküste des County Donegal in Irland. Court Tombs gehören zu den megalithischen Kammergräbern (englisch chambered tombs) auf der Insel. Sie werden mit über 400 Exemplaren nahezu ausschließlich in Ulster im Norden der Republik Irland beziehungsweise in Nordirland gefunden.
Das Court Tomb besteht aus der dachlosen, ansonsten aber erhaltenen Galerie, die im Osten von den Resten des Hofes (englisch court) begleitet wird. Ein Merkmal ist die Verwendung eines großen Findlings, der die Galerie etwa mittig in zwei Kammern teilt. Die Einbeziehung des Felsens in den Bau erklärt die Lage des Court Tombs auf dem stark abfallenden Gelände. Es gibt Unebenheiten im Boden, aber keine verlässliche Spur des Cairns. Das unvermittelt absinkende seitliche Bodenniveau hätte beim Errichten eines Cairns Probleme bereitet.
Von den sieben erhaltenen Steinen der Exedra dienen zwei als 0,55 m hohe Zugangspfosten der Galerie. Ein einzelner 1,05 m hoher Orthostat flankiert den südlichen und vier benachbarte sind neben dem nördlichen Zugangspfosten erhalten. Der erste Stein neben dem nördlichen Pfosten ist 0,3 m hoch. Die folgenden drei sind 0,3, 0,2 und 0,15 m hoch. Die Höhenabnahme nach außen hin ist erkennbar. Der nördliche Zugangspfosten steht teilweise vor dem südlichen, aber sie sind in anderer Hinsicht gut aufeinander abgestimmt und stehen 0,75 m voneinander entfernt. Eine 1,8 × 0,85 × 0,4 m messende verlagerte Platte, anscheinend ein Sturz, lehnt gegen das äußere Ende des Zugangs. Die Größe und das ursprüngliche Aussehen des Hofes sind unklar.
Die Galerie ist innen etwa 5,0 m lang. Je drei Steine bilden die Seiten der Galerie. Ein zusätzlicher Stein, der zur Verdopplung der Seitenwand dient, befindet sich am äußersten Orthostaten im Süden. Die Galerie wird von einem mehr oder weniger flachen Endstein geschlossen. Die äußere Kammer ist 2,0 bis 2,5 m breit und verjüngt sich auf 0,85 m. Die innere ist 1,5 m breit. Ein 1,5 × 0,45 × 0,5 m messender Stein liegt, als Teil einer das Denkmal querenden Feldmauer, zur Hälfte über der Galerie. Zu beiden Seiten dieses Steins wurde der Galerieboden bis auf eine Tiefe von etwa 0,5 m ausgegraben.
Etwa 20 m östlich des Court Tomb liegen zwei kleine Einhegungen, möglicherweise Hüttenplätze. Die runde hat 7,5 m Durchmesser. Nördlich anschließend liegt eine rechteckige, die etwa 8,0 × 6,0 m misst.